# Eustrophopsis ochraceus
Eustrophopsis ochraceus is een keversoort uit de familie winterkevers (Tetratomidae). De wetenschappelijke naam van de soort werd in 1872 gepubliceerd door Victor Ivanovitsch Motschulsky.